# 1re cérémonie des David di Donatello
La 1re cérémonie des David di Donatello s'est déroulée le 5 juillet 1956. 

## Palmarès
- Meilleur réalisateur : 
  - Gianni Franciolini pour Cette folle jeunesse (Racconti romani)
- Meilleur acteur :
  - Vittorio De Sica pour Pain, amour, ainsi soit-il (Pane, amore e...)
- Meilleure actrice :
  - Gina Lollobrigida pour La Belle des belles (La donna più bella del mondo)
- Meilleur producteur :
  - Goffredo Lombardo pour Pain, amour, ainsi soit-il ex æquo avec
  - Niccolò Theodoli (it) pour Cette folle jeunesse ex æquo avec
  - Angelo Rizzoli pour Les Grandes Manœuvres
- Meilleur producteur étranger :
  - Walt Disney pour La Belle et le Clochard

- Plaque d'or :
  - Stewart Granger et Jean Simmons pour leur performance dans Des pas dans le brouillard